# Dnistrianśka
Dnistrianśka (ukr. Дністрянська, ros. Днестрянская) – towarowa stacja kolejowa w pobliżu miejscowości Demenka Podniestrzańska, w rejonie stryjskim, w obwodzie lwowskim, na Ukrainie. Położona jest na linii Chodorów – Piaseczna. Od czasu rozebrania torów w kierunku Chodorowa jest stacją końcową linii.